# Grote bombardeerkever
De grote bombardeerkever (Brachinus crepitans) is een kever uit de familie van de loopkevers (Carabidae). De wetenschappelijke naam van de soort werd in 1758 als Carabus crepitans gepubliceerd door Carl Linnaeus in de tiende editie van Systema naturae.
Over de levenswijze van de soort is weinig bekend, de kever leeft van kleine andere insecten of hun larven.

## Uiterlijke kenmerken
Deze kever heeft een typisch uiterlijk: een blauwgroen achterlijf (dekschilden) en een rode voorzijde (kop en borststuk). Ook de antennes en poten zijn rood, de kraalachtige ogen zijn zwart en steken af tegen de rode kop. De dekschilden zijn sterk in de lengte gegroefd. De maximale lengte is ongeveer 7 tot 10 millimeter.

## Verdediging
De bombardeerkever dankt zijn naam aan zijn vorm van verdediging. Een groot aantal insecten scheidt bij verstoring smerige stoffen uit, maar de bombardeerkever spant de kroon. De kever heeft een ware explosiekamer in zijn achterlijf. Daarin liggen hydrochinonen opgeslagen. Als de kever geïrriteerd raakt, laat deze waterstofperoxide in de kamer vloeien, waarna dit met de hydrochinonen reageert, waarbij chinonverbindingen ontstaan en ook gas vrijkomt. Dit heeft een serie plofjes tot gevolg. Het naar jodium ruikende corrosieve sekreet wordt door de gasvorming naar buiten gespoten, en heeft door de chemische reactie een temperatuur gekregen van rond de 100 °C. Ook heeft de kever een soort 'spuitkop' aan zijn achterlijf om mee te  richten, wat mogelijke aanvallers, zoals een mier of andere kever, afschrikt.

## Verspreiding
De soort komt voornamelijk voor in warme, stenige terreinen in midden- en zuidelijk Europa. Er is ook een kleine bombardeerkever (Brachinus explodens), die met ongeveer 6 tot 8 millimeter iets kleiner blijft, maar er verder sprekend op lijkt. Beide zijn in België en Nederland zeldzaam tot zeer zeldzaam.